# 45073 Doyanrose
45073 Doyanrose este un asteroid din centura principală de asteroizi.

## Descriere
45073 Doyanrose este un asteroid din centura principală de asteroizi. A fost descoperit pe 7 decembrie 1999 la Doyan Rose de J. Ruthroff. El prezintă o orbită caracterizată de o semiaxă mare de 2,33 ua, o excentricitate de 0,15 și o înclinație de 6,9° în raport cu ecliptica.